# 308 Polyxo
A 308 Polyxo a Naprendszer kisbolygóövében található aszteroida. Alphonse Louis Nicolas Borrelly fedezte fel 1891. március 31-én.